# Placówka Straży Granicznej w Szudziałowie

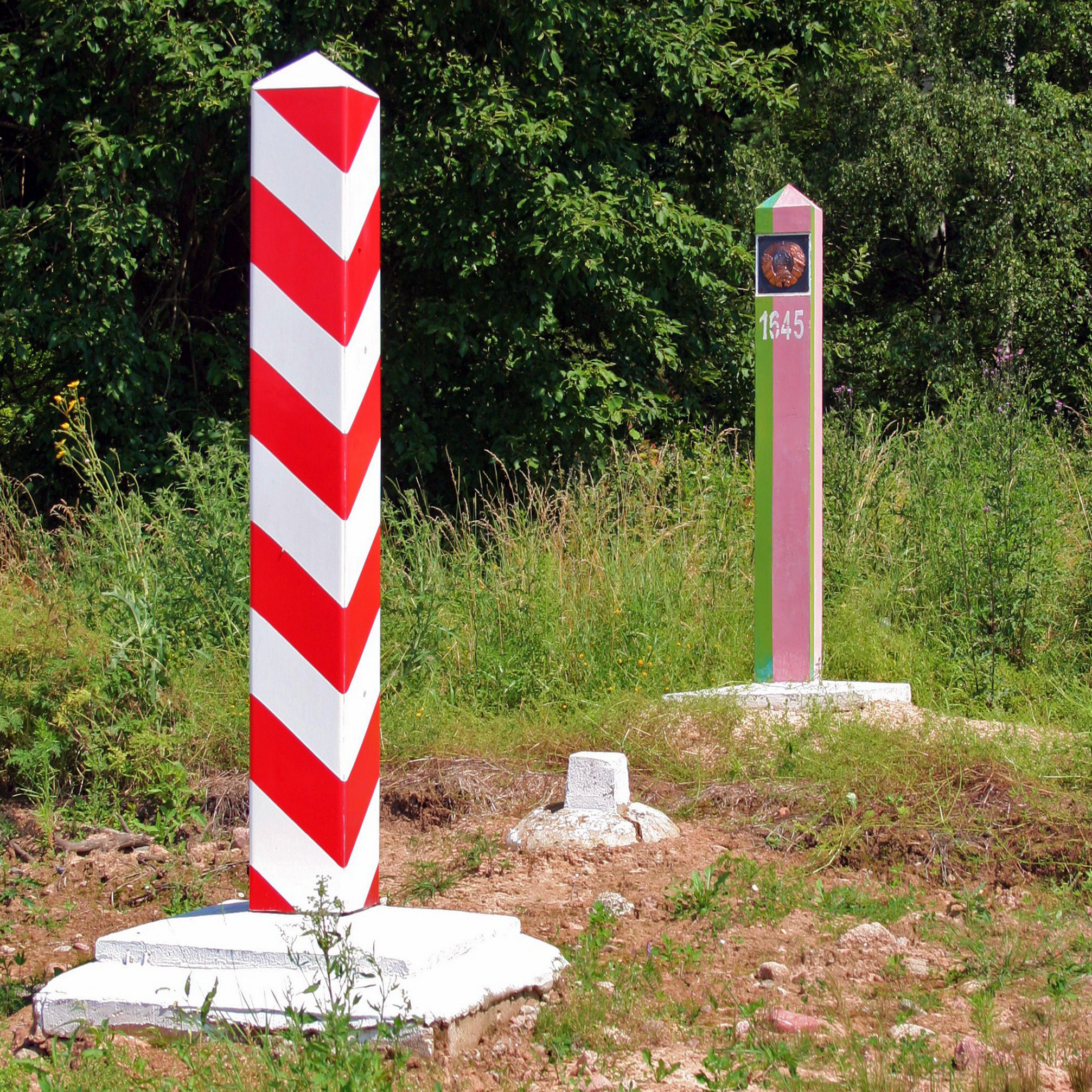
Granica polsko-białoruska znak gran. nr 1645 (lipiec 2009)

Placówka Straży Granicznej w Szudziałowie imienia por. Tadeusza Borzuchowskiego – graniczna jednostka organizacyjna Straży Granicznej realizująca zadania ochrony granicy państwowej z Republiką Białorusi. Siedziba placówki położona jest 8 km od granicy.

## Formowanie i zmiany organizacyjne
Placówka Straży Granicznej w Szudziałowie (PSG w Szudziałowie) z siedzibą w Szudziałowie, została powołana 24 sierpnia 2005 roku Ustawą z 22 kwietnia 2005 roku O zmianie ustawy o Straży Granicznej..., w strukturach Podlaskiego Oddziału Straży Granicznej w Białymstoku z przemianowania dotychczas funkcjonującej strażnicy Straży Granicznej w Szudziałowie (Strażnica SG w Szudziałowie) .

## Ochrona granicy
Placówka SG w Szudziałowie ochrania odcinek granicy państwowej z Republiką Białorusi o długości 15,340 km. Do ochrony powierzonego odcinka granicy państwowej wykorzystuje wieżę obserwacyjną w miejscowości Zubrzyca Wielka z lokalnym ośrodkiem nadzoru w placówce SG w Szudziałowie.
Zgodnie z rozporządzeniem Wojewody Podlaskiego wprowadzono zakaz przebywania na pasie drogi granicznej:
1. znak graniczny nr 516 – znak gran. nr 522
2. znak gran. nr 525 – znak gran. nr 541.

### Terytorialny zasięg działania
Stan z 2 grudnia 2016
Obszar działania Placówki Straży Granicznej w Szudziałowie obejmował:
- Od znaku granicznego nr 541 do znaku gran. nr 515.
- Linia rozgraniczenia:

1. z placówką Straży Granicznej w Kuźnicy: włączony znak gran. nr 541, dalej granicą gmin Sokółka oraz Szudziałowo.
2. z placówką Straży Granicznej w Krynkach: wyłączony znak gran. nr 515, wyłączone Krynki, Ostrów Północny, wyłączona Talkowszczyzna, dalej drogą Krynki–Supraśl.

Stan z 1 sierpnia 2011
Obszar działania Placówki Straży Granicznej w Szudziałowie obejmował:
- Od znaku gran. nr 1660 do znaku gran. nr 1634.
- Linia rozgraniczenia:

1. z placówką Straży Granicznej w Kuźnicy: włącznie znak graniczny nr 1660, dalej granicą gmin Sokółka oraz Szudziałowo.
2. z placówką Straży Granicznej w Krynkach: wyłącznie znak graniczny nr 1634, wyłącznie Krynki, Ostrów Północny, wyłącznie Talkowszczyzna, dalej drogą Krynki–Supraśl.

### Wydarzenia
- 2006 – październik, w ramach Misji Ewaluacyjnej Schengen pod przewodnictwem Arto Niemenkari z Finlandii, 15 unijnych ekspertów odwiedziło placówkę SG w Szudziałowie, gdzie oceniali stan przygotowania POSG do ochrony przyszłej granicy zewnętrznej Unii Europejskiej[2] .
- 3 października 2019 z okazji obchodów 16-lecia placówki nadano jej imię por. Tadeusza Borzuchowskiego - przedwojennego nauczyciela miejscowej szkoły i społecznika, który zginął w  Katyniu jako oficer Wojska Polskiego[4]. Podczas uroczystości odsłonięto tablicę pamiątkową[5].

### Placówki sąsiednie
- Placówka SG w Kuźnicy ⇔ Placówka SG w Krynkach – 01.08.2011 roku.

## Komendanci placówki
- ppłk SG/płk[f] SG Jan Doroszkiewicz[6] (24.08.2005–16.11.2012)
- mjr SG/ppłk SG Mirosław Podgajecki (17.11.2012[7]–18.02.2018[8])
- mjr SG Krzysztof Milewski (19.02.2018[8]–obecnie)[1].